# SEPT10
SEPT10 (англ. Septin 10) – білок, який кодується однойменним геном, розташованим у людей на короткому плечі 2-ї хромосоми.  Довжина поліпептидного ланцюга білка становить 454 амінокислот, а молекулярна маса — 52 593.
| 10         |  | 20         |  | 30         |  | 40         |  | 50         |
| ---------- |  | ---------- |  | ---------- |  | ---------- |  | ---------- |
| MASSEVARHL |  | LFQSHMATKT |  | TCMSSQGSDD |  | EQIKRENIRS |  | LTMSGHVGFE |
| SLPDQLVNRS |  | IQQGFCFNIL |  | CVGETGIGKS |  | TLIDTLFNTN |  | FEDYESSHFC |
| PNVKLKAQTY |  | ELQESNVQLK |  | LTIVNTVGFG |  | DQINKEESYQ |  | PIVDYIDAQF |
| EAYLQEELKI |  | KRSLFTYHDS |  | RIHVCLYFIS |  | PTGHSLKTLD |  | LLTMKNLDSK |
| VNIIPVIAKA |  | DTVSKTELQK |  | FKIKLMSELV |  | SNGVQIYQFP |  | TDDDTIAKVN |
| AAMNGQLPFA |  | VVGSMDEVKV |  | GNKMVKARQY |  | PWGVVQVENE |  | NHCDFVKLRE |
| MLICTNMEDL |  | REQTHTRHYE |  | LYRRCKLEEM |  | GFTDVGPENK |  | PVSVQETYEA |
| KRHEFHGERQ |  | RKEEEMKQMF |  | VQRVKEKEAI |  | LKEAERELQA |  | KFEHLKRLHQ |
| EERMKLEEKR |  | RLLEEEIIAF |  | SKKKATSEIF |  | HSQSFLATGS |  | NLRKDKDRKN |
| SNFL       |  |            |  |            |  |            |  |            |

A: Аланін

C: Цистеїн

D: Аспарагінова кислота

E: Глутамінова кислота

F: Фенілаланін

G: Гліцин

H: Гістидин

I: Ізолейцин

K: Лізин

L: Лейцин

M: Метіонін

N: Аспарагін

P: Пролін

Q: Глутамін

R: Аргінін

S: Серин

T: Треонін

V: Валін

W: Триптофан

Задіяний у таких біологічних процесах як клітинний цикл, поділ клітини, поліморфізм, альтернативний сплайсинг. 
Білок має сайт для зв'язування з нуклеотидами, ГТФ. 
Локалізований у цитоплазмі, цитоскелеті.